# Placitas (okrug Sandoval, Novi Meksiko)
Placitas je popisom određeno mjesto u okrugu Sandovalu u američkoj saveznoj državi Novom Meksiku. Prema popisu stanovništva SAD 2010. ovdje je živjelo 4977 stanovnika. 

## Zemljopis
Nalazi se na 35°19′3″N 106°27′7″W / 35.31750°N 106.45194°W (35.317444, -106.452065). Prema Uredu SAD-a za popis stanovništva, zauzima 77 km2 površine, sve suhozemne.

## Stanovništvo
Prema podatcima popisa 2010. ovdje je bilo 4977 stanovnika, 2370 kućanstava od čega 1633 obiteljska, a stanovništvo po rasi bili su 91,4% bijelci, 0,9% "crnci ili afroamerikanci", 1,2% "američki Indijanci i aljaskanski domorodci", 1,0% Azijci, 0,0% "domorodački Havajci i ostali tihooceanski otočani", 3,3% ostalih rasa, 2,2% dviju ili više rasa. Hispanoamerikanaca i Latinoamerikanaca svih rasa bilo je 20,9%.